# Det Gamle Slot (Beograd)
 For alternative betydninger, se Det Gamle Slot. (Se også artikler, som begynder med Det Gamle Slot)
Det Gamle Slot (serbisk: Стари двор; Stari Dvor) er et tidligere kongeslot i det centrale Beograd i Serbien. Slottet ligger på hjørnet af Kralja Milana og Dragoslava Jovanovića gaderne, overfor Det Nye Slot (Novi Dvor). Det var residens for de serbiske konger af Obrenović-dynastiet. I dag fungerer bygningen som sæde for Beograds byråd.

## Historie
Slottet blev opført mellem 1882 og 1884 efter tegninger af arkitekten Aleksandar Bugarski i 1800-tallets akademiske stil. Intentionen var at opføre et slot, der kunne overgå alle tidligere serbiske herskeres residenser. 